# Aleksander Moruzi
Aleksander Moruzi (rum. Alexandru Moruzi, gr. Αλέξανδρος Μουρούζης; zm. 1816) – hospodar Wołoszczyzny, w latach 1792–1796 i 1799–1801, oraz hospodar Mołdawii, w latach 1792, 1802–1806 i 1806–1807, z rodu Moruzi.

## Biografia
Pochodził z możnej rodziny fanariockiej, był synem hospodara Konstantyna Moruziego. Kilkakrotnie obejmował trony hospodarskie w okresie wojen napoleońskich. Próbował wprowadzać niektóre idee oświeceniowe w życie w księstwach naddunajskich, próbując je unowocześnić, choć w ograniczonym zakresie. Jako jeden z pierwszych hospodarów zmierzył się z problemem robotniczym w Rumunii. W 1801 odparł łupieżczy najazd paszy Widynia na Wołoszczyznę. Miał szerokie kontakty w zachodniej Europie, m.in. w 1806 za sprawą Francji został ponownie wprowadzony na tron mołdawski (aby usunąć skłaniającego się ku Rosji Scarlata Callimachiego, co było jednym z powodów wybuchu w tym samym roku wojny rosyjsko-tureckiej.